# اسکریمین جی هاوکینز
اسکریمین جی هاکینز (به انگلیسی: Screamin' Jay Hawkins) خواننده، آهنگساز و موسیقیدان آمریکایی سبک بلوز و راک بود. مشهورترین اثر او «تو را افسون کردم» نام دارد.

## زندگی‌نامه
در ۱۸ ژوئیه سال ۱۹۲۹ در اهایو به دنیا آمد. از دوران کودکی مثل اکثر سیاهان به موسیقی علاقه‌مند شد و در ۶ سالگی به طور خودآموز شروع به یادگیری پیانو کرد. خیلی زود در نوازندگی کیبورد مهارت پیدا کرد. در دوران نوجوانی هم شروع به یادگیری ساکسیفون کرد. در همین سن و سال هاوکینز به ورزش بوکس هم مشغول بود و در نهایت در ۲۰ سالگی قهرمان بوکس میان وزن در آلاسکا شد. او تشخیص داد که موسیقی کار آسان‌تری است و تصمیم گرفت یک موزیسین حرفه ای شود. او راه خوانندگی اپرا را در پیش گرفت، دلیل این امر صدای بم و دیافراگم قوی او بود که به او کمک می‌کرد بلندترین فریادها را بزند، اما نتوانست خواننده اپرا شود.
هاوکینز بعد از اینکه نتوانست به اپرا راه پیدا کند به پیانو روی آورد و با نواختن پیانو برای یک گیتاریست «جز» با نام «تینی گریمز» فعالیت حرفه ایی خود را در دنیای موسیقی آغاز کرد. گریمز گیتاریست معروفی بود و برای «کلمن هاوکینز»، «بیلی هالیدی» و «چارلی پارکر» نوازندگی کرده بود. هاوکینز با موزیسین‌های مختلف جز و بلوز کار کرد، حتی شانس همکاری با پیانیست مشهور موسیقی جاز «کونت بیسی» را هم پیدا کرد. در آلبومی که گریمز در سال ۱۹۵۲ منتشر کرد هاوکینز برای اولین بار در یک آلبوم رسمی آواز خواند.
هاوکینز شور و شوق جنون بارش را تا زمان سالخوردگی اش حفظ کرد و در ۱۲ فوریه سال ۲۰۰۰ میلادی بعد از یک جراحی ناموفق درگذشت.

## تو را جادو می‌کنم

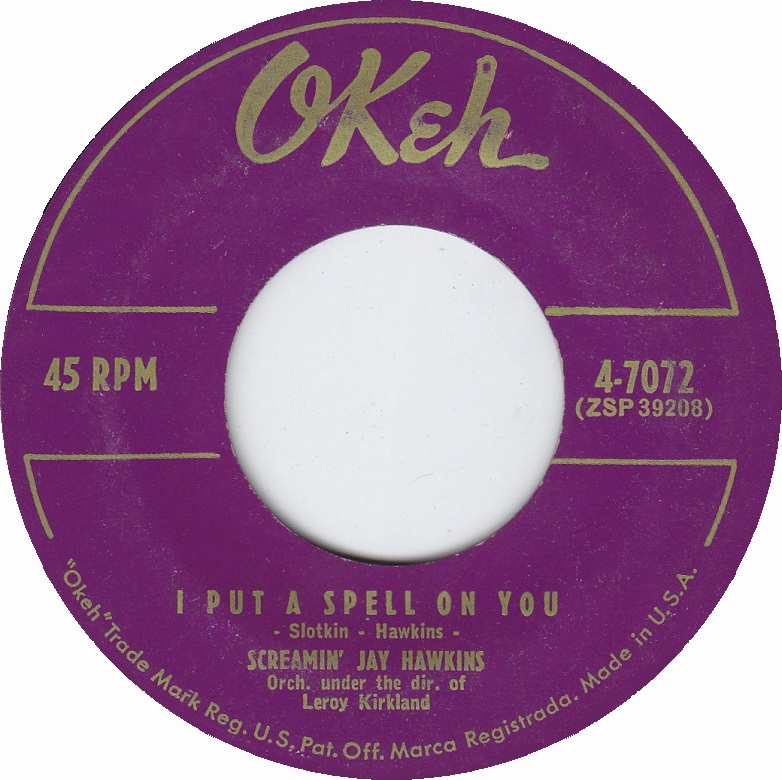
I put a spell on you نوشته جی هاوکینز

در سال ۱۹۵۶ هاوکینز این فرصت را پیدا کرد تا یک قطعه منطبق برخواسته‌های موسیقی شخصی خود را ضبط کند. این قطعه که معروف‌ترین اثر هاوکینز تا به امروز است همان قطعه «تو را جادو می‌کنم» بود. هاوکینز با انتشار این تک قطعه یک مرتبه به شهرت بزرگی دست پیدا کرد. این قطعه چند ماه بعد توسط خواننده بزرگ و معروف آن روزهای موسیقی بلوز «نینا سیمونه» بازخوانی شد و این اتفاق مهمی برای هاوکینز بود. در این قطعه هاوکینز صداهای عجیب و غریب شبیه صدای حیوانات درمی‌آورد و با لحن یک جادوگر آفریقایی شروع به خواندن می‌کند. به نوشتهٔ استیون تاماس ارلواین، «این قطعه در آغاز قرار بود بالادی اصیل باشد، ولی هاوکینز سر ضبط مست بود و جیغ و فریاد میزد و بیخیال غرولند می‌کرد. نتیجهٔ نهایی هیچ شباهتی به یک بالاد نداشت.»
این قطعه بارها توسط موزیسین‌ها و گروه‌های معروف بازخوانی شد. از «بادی گای» و «کارلوس سانتانا» گرفته تا گروه «سی.سی. آر»، «دیوید گیلمور»، «اریک بوردون» و «مرلین منسون».
حتی یک خواننده عرب با نام «ناتاشا اطلس» یکی از موفق‌ترین اجراهای این قطعه را ارائه کرده‌است. این قطعه به عنوان اولین قطعه شکل دهنده موسیقی راک در تالار افتخارات راک اند رول ثبت شده‌است.
هاوکینز بعد از توفیق این قطعه با موسیقی اش شخصیت خاصی پیدا کرد. او همواره با گریم یک جادوگر آفریقایی روی صحنه حاضر می‌شد. عصایی به دست می‌گرفت که در نوک آن اسکلت جمجمه انسان قرار داشت و این اسکلت همواره در حال سیگار کشیدن بود. او در لحظات بسیاری از موسیقی اش تنها به صدا سازی می‌پردازد و صداهای عجیب از خود درمی‌آورد که با در نظر داشتن اینکه این کارها را هاوکینز در دهه ۱۹۵۰ انجام می‌داده، می‌توان او را یکی از آوانگاردترین خوانندگان موسیقی بلوز و راک دانست.

## دیگر فعالیت‌های هنری او
در همان سال‌های دهه ۱۹۵۰ هاوکینز چند قطعه موفق دیگر ارائه کرد مثل «هنگ کنگ» و «کت زرد» و قطعه «Deep Purple» که ظاهراً گروه دیپ پارپل اسم خود را از روی این قطعه برداشته اند و در نهایت در سال ۱۹۵۸ اولین آلبوم خود را با عنوان At Home with Screamin Jay Hawkins منتشر کرد.
هاوکینز مسیر متفاوتی از جریان اصلی موسیقی بلوز و حتی راک را طی می‌کرد. او اهل تجربه گرایی در چگونگی اجرای اثر بود به خاطر همین امروزه بسیاری «تام ویتس» را تحت تأثیر او می‌دانند.
بعد از اولین آلبومش پس از ۱۰ سال او دومین آلبوم را منتشر کرد. طی حدود پنج دهه فعالیت موسیقی او کمتر از ۱۰ آلبوم منتشر کرد و بیشتر به ارائه پرفورمنس‌های خاص خود در اجراهای زنده مشغول بود. در سال ۱۹۹۱ آلبومی از او منتشر شد با عنوان «موسیقی سیاه برای مردم سفید» که در همان عنوان به کل جریان موسیقی آمریکا طعنه زده بود که تقریباً کل موفقیت خود را مدیون سیاه‌پوست هاست ولی هنوز مشکلات نژادپرستی امریکایی‌ها پابرجاست. او در این آلبوم دو قطعه از تام ویتس را بازخوانی کرده بود: یکی Heart Attack and Vine بود و دیگری «مرد بستنی فروش.»
او همچنین با «نیک کیو» و گروه «The Clash» یک تور موسیقی در سال‌های ۱۹۹۵ و ۱۹۹۶ برگزار کرد.

## فعالیتهای سینمایی
در فیلم «عجیب تر از بهشت» به کارگردانی «جیم جارموش» از یک قطعه موسیقی با عنوان «من تو را جادو کرده‌ام» (Put A Spell On You I) استفاده شده که از عناصر مهم فیلم محسوب می‌شود. این قطعه در انتهای فیلم روی تیتراژ به طور کامل پخش می‌شود.
چند سال بعد جارموش فیلمی ساخت با عنوان «قطار اسرارآمیز». یک مرد سیاهپوست که کت و شلوار قرمز رنگی به تن دارد در هر سه اپیزود فیلم حضور دارد و نقش مسئول پذیرش هتل است. این مرد که نقش غیرمتعارفی را ایفا می‌کند همان خواننده قطعه من تو را جادو کرده‌ام، است: خواننده بزرگ موسیقی بلوز و راک اند رول. او را غیرعادیترین خواننده موسیقی راک تا به امروز می‌دانند.
| نام فیلم          | نقش                      | تاریخ |
| ----------------- | ------------------------ | ----- |
| American Hot Wax  | در نقش خودش              | ۱۹۷۸  |
| Joey              | در نقش خودش              | ۱۹۸۶  |
| Mystery Train     | یک کارمند شب کار         | ۱۹۸۹  |
| خشم در هارلم      | در نقش خودش              | ۱۹۹۱  |
| Two Moon Junction | یک خواننده بلوز توی کلوب | ۱۹۹۲  |
| Perdita Durango   | الکس دلا اگلسیا          | ۱۹۹۷  |
| Peut-être         | به عنوان خواننده کلوبا   | ۱۹۹۹  |